# Рикард, Хамильтон
Хамильтон Рикард Куэста (исп. Hámilton Ricard Cuesta; род. 12 января 1974 года в Кибдо, Колумбия) — колумбийский футболист, выступавший на позиции нападающего. Известен по выступлениям за «Депортиво Кали», «Сёнан Бельмаре», «Бояка Чико» и сборную Колумбии. Участник чемпионата мира 1998 года.

## Клубная карьера
Рикард воспитанник футбольной академии клуба «Депортиво Кали». В 1993 году в возрасте 19 лет он дебютировал в чемпионате Колумбии. В 1996 году Хамильтон выиграл свой первый трофей — кубок Мустанга. В том же сезоне Рикард забив 36 мячей стал лучшим бомбардиром колумбийского первенства. Зимой 1998 года он принял приглашение английского «Мидлсбро». Сумма трансфера составила 2 млн фунтов. В перовом сезоне Рикард забил 2 мяча в 9 матчах и помог команде выйти в Премьер-лигу. Хамильтон завоевал место в основе и следующие два сезоне был лучшим бомбардиром команды забив 15 и 12 мячей соответственно. В 1999 году он был признан лучшим футболистом года в «Мидлсбро». После того, как клуб возглавил Стив Макларен Рикард стал получать меньше игрового времени и в конце 2001 года решил покинуть команду. За «Мидлсбро» он провел более 100 матчей и забил 33 мяча.
В 2001 году Рикард подписал контракт с софийским ЦСКА, но карьера в новой команде не задалась и Хамильтон вскоре вернулся на родину. Его новым клубом должен был стать «Санта-Фе», но Рикард попал в автомобильную аварию, став виновником гибели пешехода, поэтому он решил уехать из Колумбии. В 2003 году Хамильтон стал футболистом японского «Сёнан Бельмаре», но после полугода он вернулся на родину, где подписал соглашение с «Кортулуа». В 2004 году он полгода провел в эквадорском «Эмелеке», а затем вернулся в Европу, в кипрский «АПОЭЛ». Рикард помог клубу занять второе место, после чего вернулся в «Депортиво Кали». В родной команде он сыграл в шести матчах и не забил ни одного мяча. Летом 2005 Хамильтон перешёл испанскую «Нумансию». Зимой 2006 года он перешёл в уругвайский «Данубио», в котором провел сезон. В январе 2007 года Рикард был приговорен к трем годам лишения свободы за автокатастрофу, но его адвокаты подали апелляцию на решение суда. Летом того же года Хамильтон уехал в китайский «Шанхай Шэньхуа». После Китая он выступал за «Данубио», чилийский «Депортес Консепсьон», Депортес Киндио. В 2012 году Рикард закончил карьеру в «Кортулуа» в возрасте 38 лет.

## Международная карьера
4 февраля 1995 года в матче против сборной Австралии Рикард дебютировал за сборную Колумбии. В 1997 году он принял участие в Кубке Америки. На турнире Хамильтон сыграл в матчах против Коста-Рики, Бразилии, Боливии и Мексике, в поединке против которой он забил гол.
В 1998 году Рикард поехал на первенство мира во Францию. На турнире он появился на поле только в матче против сборной Англии.
В 1999 году Хамильтон во второй раз принял участие в Кубке Америки. На турнире, как и в первый раз он провел четыре матча и забил гол в ворота сборной Эквадора.
Рикард сыграл за национальную команду 25 матчей и забил 5 мячей.

## Достижения
Командные
 «Депортиво Кали»
- Чемпионат Колумбии по футболу — 1995/96

 «Данубио»
- Чемпионат Уругвая по футболу — 2006/07

 «Шанхай Шэньхуа»
- A3 Champions Cup — 2007

Индивидуальные
- Лучший бомбардир чемпионата Колумбии — 1996/97